# Empiricism
Empiricism – piąty album studyjny zespołu Borknagar,oraz pierwszy z udziałem nowego wokalisty zespołu Vintersorg'a i nowego basisty Jona Erika Torgersena ("Tyr") nagrany między czerwcem a lipcem 2001 roku w Fagerborg Studio i Toproom Studio.
Według danych z kwietnia 2002 album sprzedał się w nakładzie 3,096 egzemplarzy na terenie Stanów Zjednoczonych.

## Lista utworów
Źródło.
1. "The Genuine Pulse" – 4:51
2. "Gods of My World" – 4:25
3. "The Black Canvas" – 5:18
4. "Matter & Motion" – 2:30
5. "Soul Sphere" – 6:40
6. "Inherit the Earth" – 5:29
7. "The Stellar Dome" – 5:36
8. "Four Element Synchronicity" – 5:50
9. "Liberated" – 4:51
10. "The View of Everlast" – 4:28

## Twórcy
- Vintersorg - śpiew, chór
- Øystein G. Brun - gitara
- Asgeir Mickelson - perkusja
- Jan Erik "Tyr" Tiwaz - gitara basowa, gitara basowa bezprogowa
- Lars A. Nedland - syntezator, organy Hammonda, fortepian i wokal wspierający
- Jens F. Ryland - gitary